# Fläckbröstad taggstjärt
Fläckbröstad taggstjärt (Synallaxis stictothorax) är en fågel i familjen ugnfåglar inom ordningen tättingar.

## Utseende och läte
Fläckbröstad taggstjärt är en prydligt tecknad fågel med vitt ögonbrynsstreck, streckat bröst, beigefärgade flanker och kastanjebrunt på vingar och stjärt. Bland lätena hörs gnissligt tjatter och fräsande drillar. 

## Utbredning och systematik
Fläckbröstad taggstjärt delas numera vanligen in i tre underarter med följande utbredning:
- Synallaxis stictothorax stictothorax – förekommer längs torra stränder i Ecuador och Isla Puna
- Synallaxis stictothorax maculata – förekommer i karga områden i nordvästra Peru (Tumbes, Lambayeque, Piura och La Libertad)

Tidigare inkluderades chinchipetaggstjärten (Synallaxis chinchipensis) i fläckbröstad taggstjärt, men denna urskiljs numera oftast som egen art.

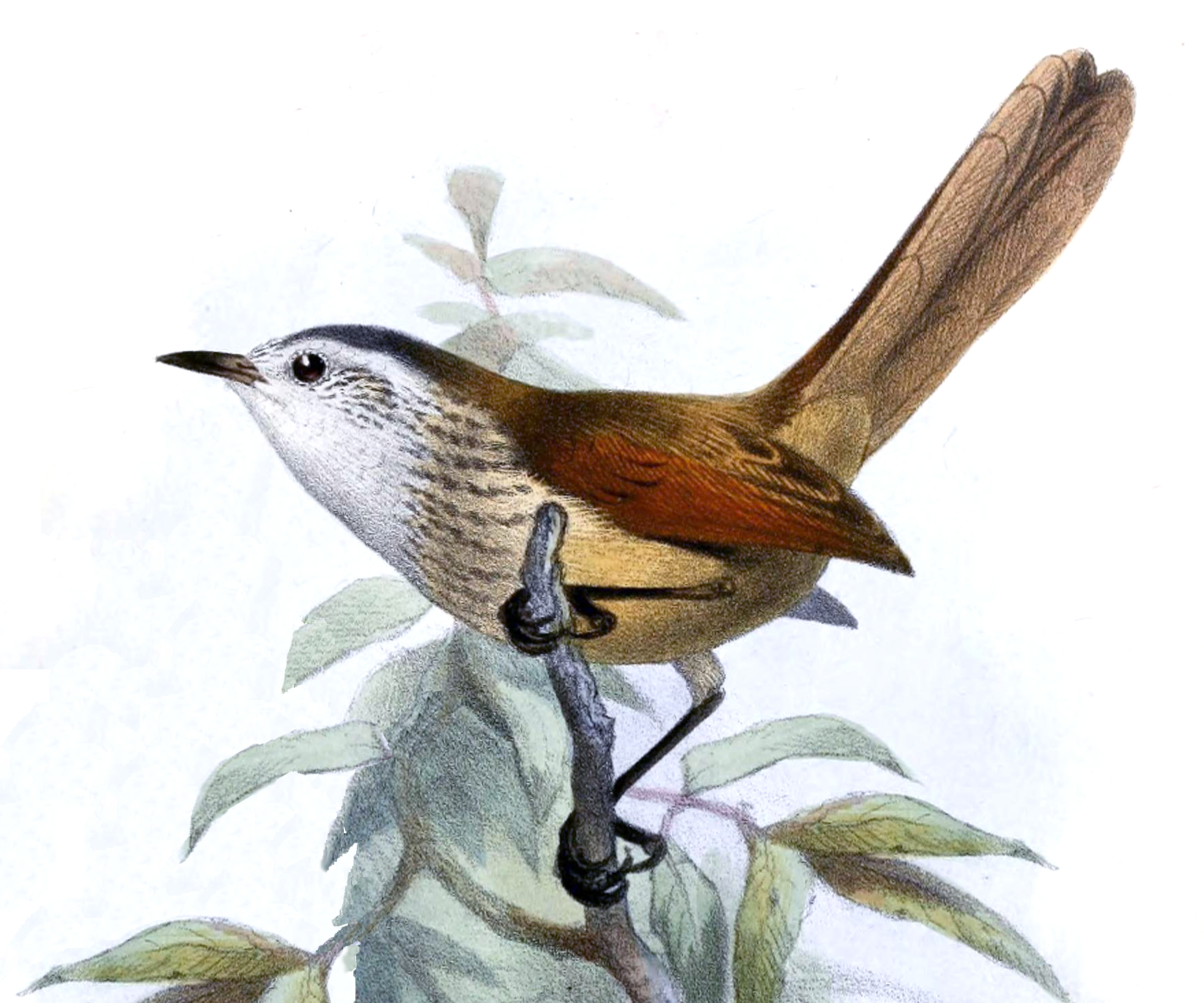

## Levnadssätt
Fläckbröstad taggstjärt hittas i arida områden, i lövfällande skogar och buskmarker. Den uppträder i par som håller sig rätt lågt och kan därmed vara svåra att få syn på.

## Status
Arten har ett stort utbredningsområde och beståndet anses vara stabilt. Internationella naturvårdsunionen IUCN listar den därför som livskraftig (LC).